# Festival Marconi
Festival Marconi fue un programa de televisión emitido por la cadena Televisión española los domingos por la noche entre los años 1956 y 1957. Estaba patrocinado por la marca de televisores Marconi.

## Formato
Encuadrado en el género denominado entretenimiento, el programa incluía un abanico de espectáculos, que iban desde números musicales a actuaciones de humoristas, pasando por magos y números circenses. Contaba también con un mini-concurso denominado Telemímica.

## Invitados
Por el plató del programa pasaron desde bailarines como José Toledano a humoristas como Miguel Gila, pasando por estrellas de la canción como Antonio Molina o artistas circenses.